# 弓角菱
弓角菱（学名：Trapa arcuata）为千屈菜科菱属的植物，其种加词“arcuata”意为“弓形的”、“弯曲的”。中国特有植物。分布在中国大陆的江西、黑龙江等地，生长于海拔200米的地区，目前尚未由人工引种栽培。
现接受名为欧菱（Trapa natans L., 1753)。